# Rafael Jambeiro
Rafael Jambeiro este un oraș în statul Bahia (BA) din Brazilia.